# Doubs (departement)
 Doubs  [du] je francouzský departement ležící v regionu Burgundsko-Franche-Comté. Je pojmenovaný podle řeky Doubs. Hlavní město je Besançon.

## Geografie

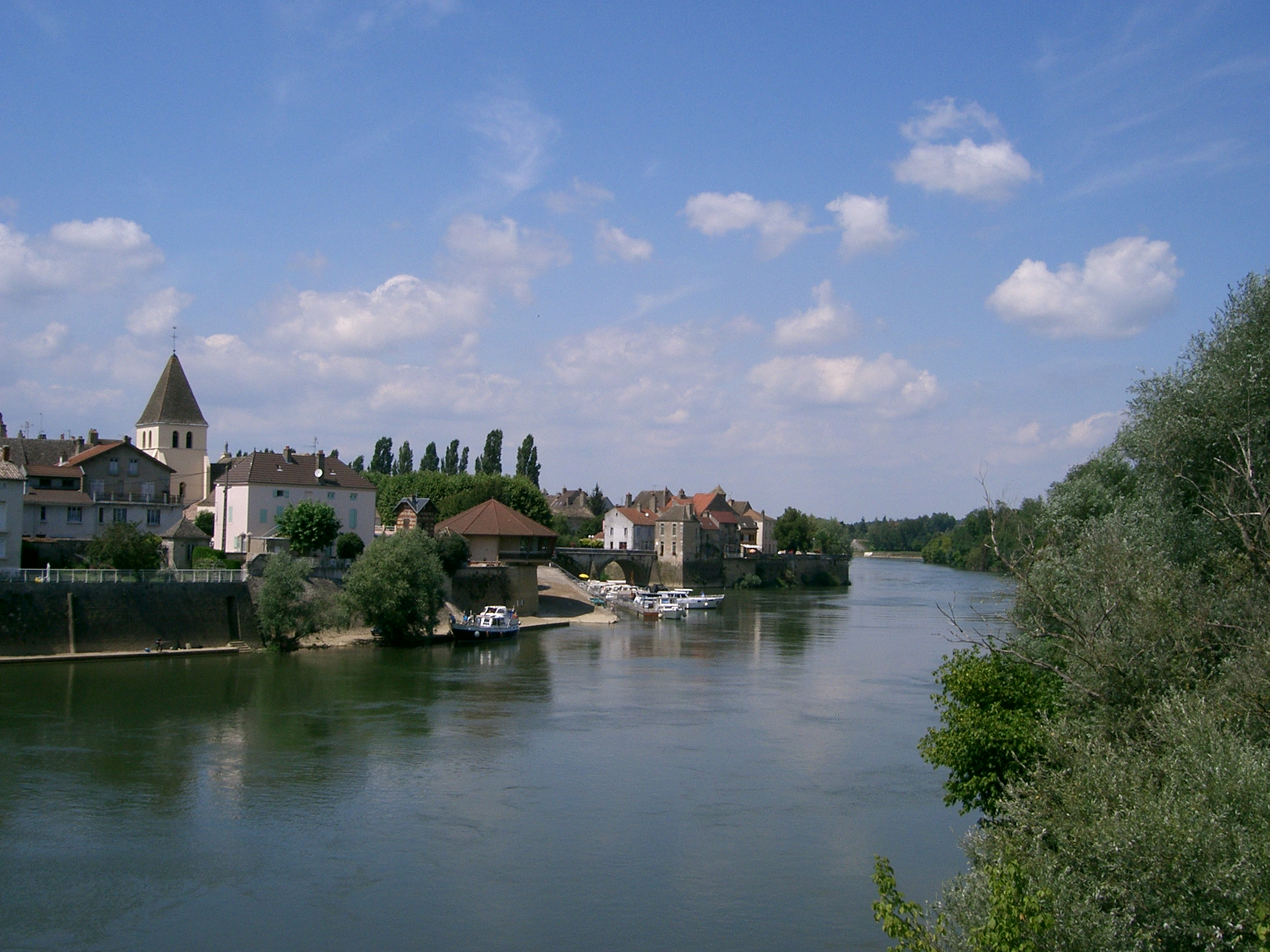
Verdun-sur-le-Doubs

### Nejvýznamnější města
- Besançon
- Montbéliard
- Pontarlier

## Osobnosti spjaté s Doubs
- Kalixtus II.
- Bon Adrien Jeannot de Moncey
- Gustave Courbet
- Tristan Bernard
- Charles Fourier
- Victor Hugo
- André Parrot
- Pierre Joseph Proudhon
- Georges Cuvier
- Auguste a Louis Lumièrové
- Armand Peugeot